# Eucyclops
Eucyclops – rodzaj widłonogów z rodziny Cyclopidae. Nazwa naukowa tego rodzaju skorupiaków została opublikowana w 1893 roku przez niemieckiego zoologa Carla Clausa.

## Podział systematyczny
Do rodzaju należą następujące gatunki:

- Eucyclops acanthoides (Douwe, 1914)
- Eucyclops agilis (Koch, 1838)
- Eucyclops agiloides (Sars G.O., 1909)
- Eucyclops albuferensis Alekseev, 2008
- Eucyclops alekseevi Mercado-Salas & Suárez-Morales, 2016
- Eucyclops angeli Gutiérrez-Aguirre, Mercado-Salas & Cervantes-Martínez, 2013
- Eucyclops angustus (Sars G.O., 1909)
- Eucyclops arcanus Alekseev, 1990
- Eucyclops ariguanabensis Brehm, 1949
- Eucyclops australiensis Morton, 1990
- Eucyclops bathanalicola Boxshall & Strong, 2006
- Eucyclops birmanus Lindberg, 1949
- Eucyclops biwensis Ishida, 1998
- Eucyclops bondi Kiefer, 1934
- Eucyclops borealis Ishida, 2001
- Eucyclops brevifurcatus (Grandori, 1925)
- Eucyclops breviramatus Löffler, 1963
- Eucyclops bryophilus Lindberg, 1950
- Eucyclops caparti Lindberg, 1951
- Eucyclops chihuahuensis Suárez-Morales & Walsh, 2009
- Eucyclops chilensis Löffler, 1961
- Eucyclops chivahensis Lindberg, 1960
- Eucyclops ciliatus (Sars G.O., 1909)
- Eucyclops conrowae Reid, 1992
- Eucyclops crassispinosus Kiefer, 1932
- Eucyclops cuatrocienegas Suárez-Morales & Walsh, 2009
- Eucyclops defayeae Mercado-Salas & Suárez-Morales, 2016
- Eucyclops defectus Lindberg, 1937
- Eucyclops delachauxi (Kiefer, 1925)
- Eucyclops delongi Alekseev, Abramova & Chaban, 2019
- Eucyclops demacedoi Lindberg, 1957
- Eucyclops denticulatus (Nicolet, 1849)
- Eucyclops dubius (Sars G.O., 1909)
- Eucyclops dumonti Alekseev, 2000
- Eucyclops echinatus (Kiefer, 1926)
- Eucyclops edytae Tang & Knott, 2009
- Eucyclops elburziensis Lindberg, 1955
- Eucyclops elegans (Herrick, 1884)
- Eucyclops ensifer Kiefer, 1936
- Eucyclops euacanthus (Sars G.O., 1918)
- Eucyclops farsicus Lindberg, 1941
- Eucyclops festivus Lindberg, 1955
- Eucyclops fragilis (Kiefer, 1926)
- Eucyclops glaber Kiefer, 1935
- Eucyclops graeteri (Chappuis, 1927)
- Eucyclops hadjebensis (Kiefer, 1926)
- Eucyclops ibleicus Pesce & Galassi, 1987
- Eucyclops inarmatus Kiefer, 1932
- Eucyclops indicus Kiefer, 1927
- Eucyclops intermedius Damian, 1955
- Eucyclops ishidai Mercado-Salas & Suárez-Morales, 2016
- Eucyclops laevimargo (Sars G.O., 1909)
- Eucyclops leptacanthus Kiefer, 1956
- Eucyclops leschermoutouae Alekseev & Defaye, 2004
- Eucyclops lilljeborgi (Sars G.O., 1918)
- Eucyclops linderi Lindberg, 1948
- Eucyclops longispinosus Pesce & Galassi, 1987
- Eucyclops macruroides (Lilljeborg, 1901)
- Eucyclops macrurus (Sars G.O., 1863)
- Eucyclops madagascariensis (Kiefer, 1926)
- Eucyclops maritimus Alekseev & Monchenko, 2011
- Eucyclops microdenticulatus Lindberg, 1939
- Eucyclops miracleae Alekseev, 2010
- Eucyclops mittmanni Mercado-Salas & Suárez-Morales, 2016
- Eucyclops miurai ItoTak, 1953
- Eucyclops multicolor Lindberg, 1935
- Eucyclops nagasakai Uéno, 1934
- Eucyclops naphaeus Petkovski, 1971
- Eucyclops neocaledoniensis Dussart, 1984
- Eucyclops neomacruroides Dussart & Fernando, 1990
- Eucyclops neotropicus Kiefer, 1936
- Eucyclops neumani (Pesta, 1927)
- Eucyclops nichollsi Brehm, 1950
- Eucyclops nudus Kiefer, 1935
- Eucyclops ohtakai Ishida, 2000
- Eucyclops orthostylis Lindberg, 1952
- Eucyclops pacificus Ishida, 2000
- Eucyclops parvicornus Harding, 1942
- Eucyclops paucidenticulatus Lindberg, 1951
- Eucyclops pectinifer (Cragin, 1883)
- Eucyclops permixtus Kiefer, 1929
- Eucyclops persistens Monchenko, 1978
- Eucyclops porrectus Kiefer, 1932
- Eucyclops prionophorus Kiefer, 1931
- Eucyclops procerus Dussart, 1981
- Eucyclops productus Kiefer, 1936
- Eucyclops pseudoensifer Dussart, 1984
- Eucyclops puteincola Kiefer, 1982
- Eucyclops rarispinus (Sars G.O., 1909)
- Eucyclops romaniensis Alekseev, 2010
- Eucyclops ruttneri Kiefer, 1933
- Eucyclops semiserratus (Sars G.O., 1909)
- Eucyclops serrulatus (Fischer, 1851)
- Eucyclops silvestrii (Brian, 1927)
- Eucyclops siolii Herbst, 1962
- Eucyclops spatharum Harding, 1942
- Eucyclops spatulatus Morton, 1990
- Eucyclops speratus (Lilljeborg, 1901)
- Eucyclops stuhlmanni (Mrázek, 1895)
- Eucyclops subciliatus Dussart, 1984
- Eucyclops sublaevis (Sars G.O., 1927)
- Eucyclops subterraneus (Graeter, 1907)
- Eucyclops taiwanensis Sukhikh & Alekseev, 2015
- Eucyclops tepidus Kiefer, 1952
- Eucyclops thienemanni Kiefer, 1930
- Eucyclops titicacae Kiefer, 1957
- Eucyclops torresphilipi Suárez-Morales, 2004
- Eucyclops troposperatus Alekseev, Haffner, Vaillant & Yusoff, 2013
- Eucyclops tsushimensis Ishida, 2001
- Eucyclops turcomanus Lindberg, 1959
- Eucyclops tziscao Gutiérrez-Aguirre, Mercado-Salas & Cervantes-Martínez, 2013
- Eucyclops vandouwei Brehm, 1909
- Eucyclops viridis (Henry, 1919)
- Eucyclops wixarica Mercado-Salas & Suárez-Morales, 2016